# 男性主导

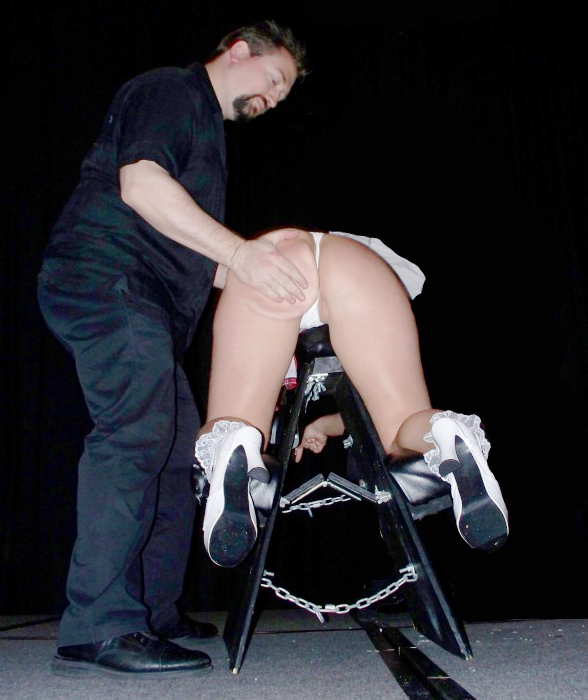
一名男性拍打女性的臀部

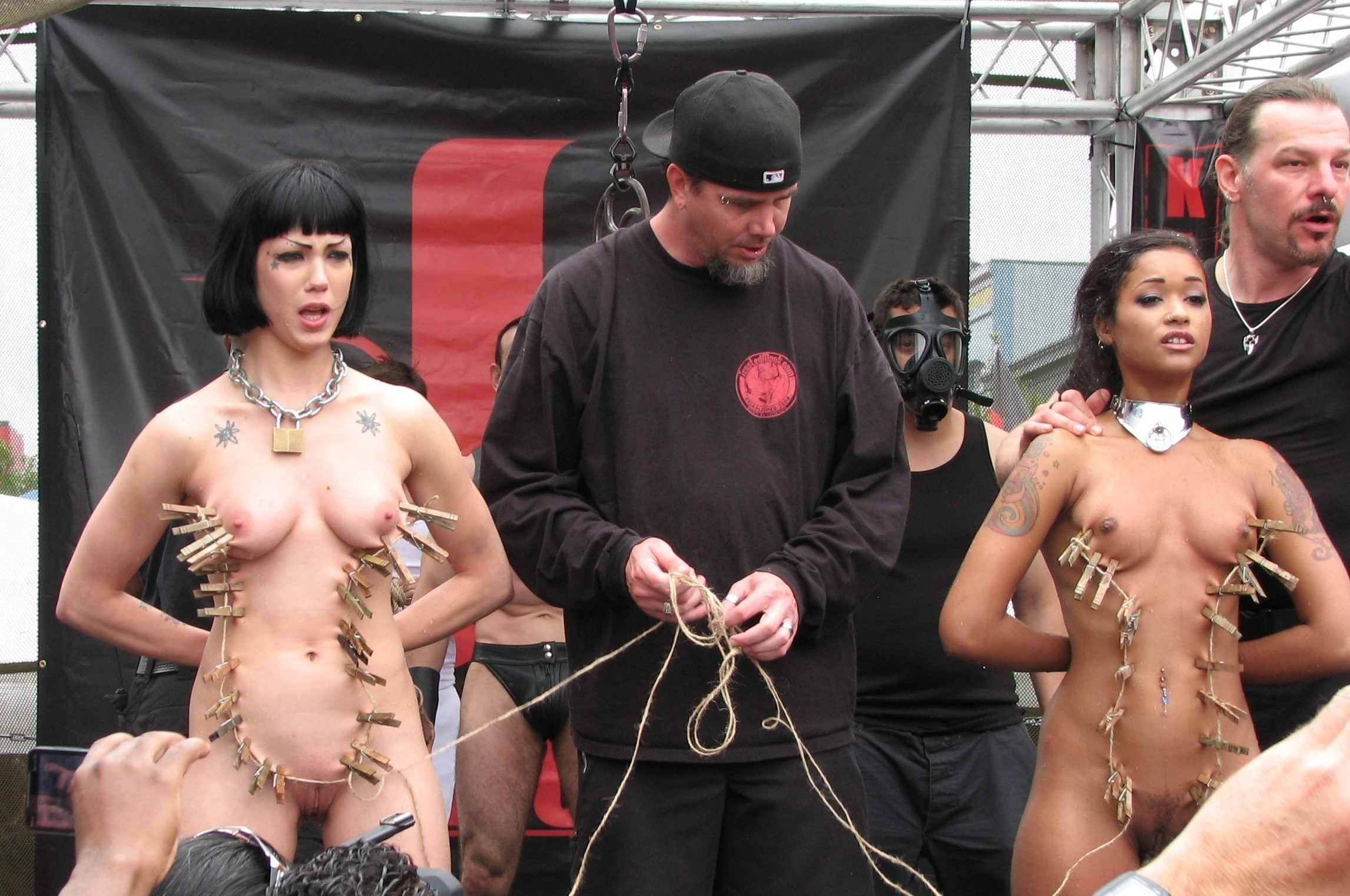
美國舊金山佛森街博覽會（Folsom Street Fair）上的男性主導

男性主导（英语：Male dominance或Maledom），是指主导者为男性的BDSM活动。
男性主导的場景最早出现在萨德侯爵小说描写的性场景中，多为男人折磨他人（主要是女性）。术语“虐待狂”，便是源于萨德的名字。男性主导，现佔BDSM中的很大一部分。
1995年的研究表明，在BDSM活動中，71％的异性恋男性多为支配腳色，89％异性恋女性則偏爱选择顺从的角色。

## 相关书籍
- John Warren, The Loving Dominant, Greenery Press, 2001, ISBN 1-890159-20-4
- Jack Rinella, The Master's Manual: Handbook of Erotic Dominance, Daedalus Publishing, 1997, ISBN 1-881943-03-8